# Rhabdornis rabori
Rhabdornis rabori (лат.) — вид птиц из семейства скворцовых. Ранее считался подвидом Rhabdornis inornatus.

## Распространение
Эндемики Филиппин. Живут во влажных горных тропических лесах на островах Негрос и Панай.

## Описание
Птица среднего размера с не совсем белым горлом, белым животом, коричневой верхней частью тела, более темными крыльями и хвостом, чёрной маской, серой короной и бледно-коричневыми боками с широкими белыми прожилками. Часто садится на мёртвые ветки. Похож на Rhabdornis inornatus, но обычно встречается на возвышенностях, клюв короче и толще, а макушка скорее серая, чем темная, с белыми прожилками. Вокализация включает пронзительные щелчки и взвизги.